# ババン

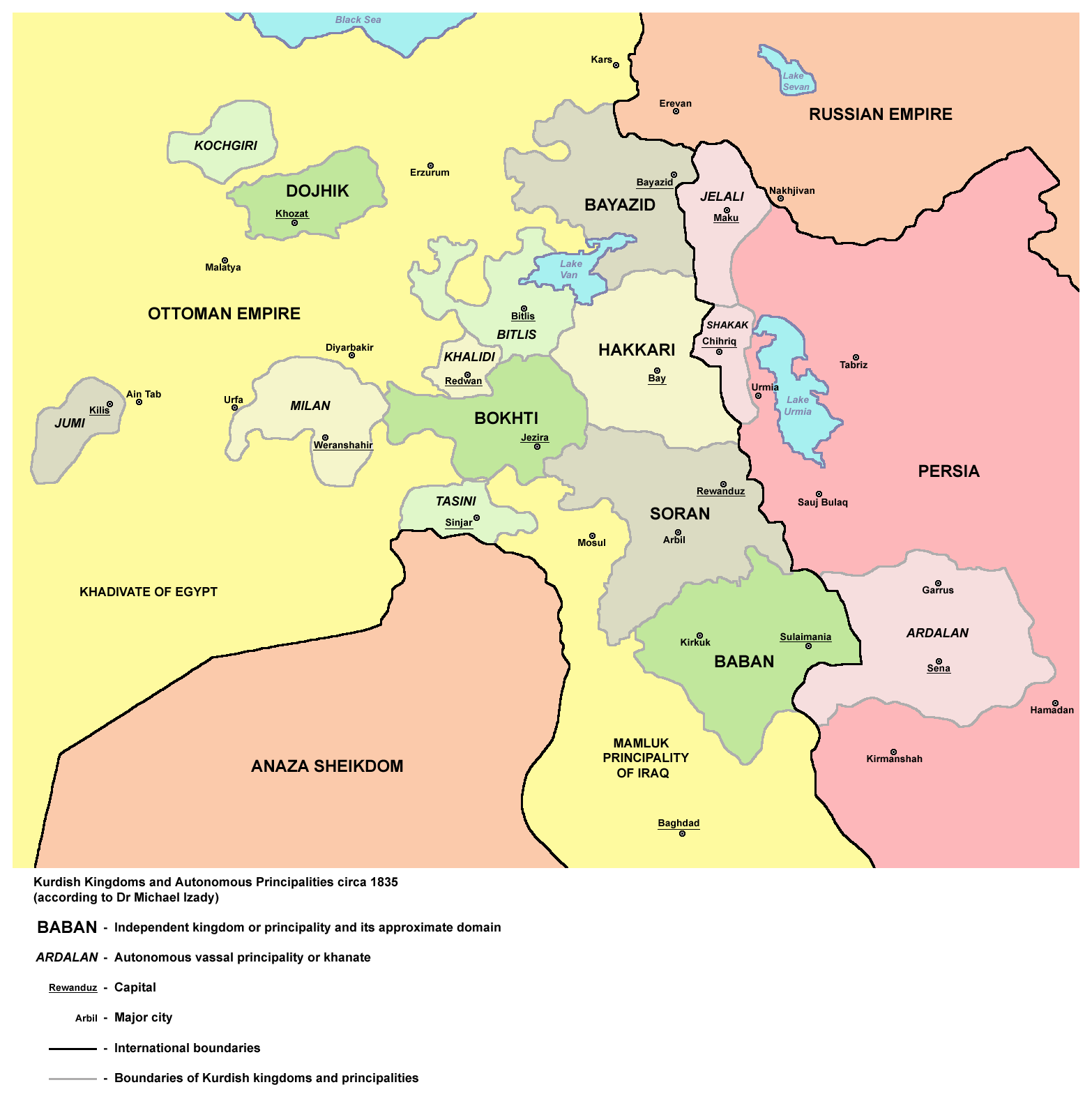
Baban Principality, ca. 1835

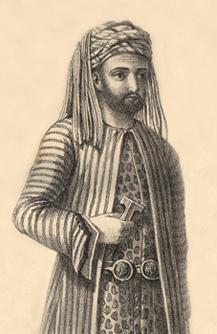
Omar Agha (officer for Mahmoud Pasha of Baban), 1820

ババン (1649–1850年)の家系はクルド首長諸国を支配していた。これらの国は現在のイラクのクルディスタン地域と西部イランに跨っていて、 17世紀から1850年にかけて存在していた。ババン首長国はオスマン朝とペルシアの間の紛争で積極的な役割を果たした。ババン家の祖はPijder地区出身のAhmad Faqih（またはFaqi Ahmad）だと考えられている。ババン家の者はフランク人の女性である Keghanの子孫だと主張しており、彼女は戦争捕虜として連れてこられた。Sharafnama氏族の最初の首長はPir Badak Babeといい、彼は1500年前後に生きていたと信じられている。
ババンの首長はイランとの国境沿いにオスマン朝の防衛力を提供する見返りとしてある程度の自立性を保持していた。スライマン・ベクはShahrizor州とその都キルクークのを支配権を得たババン家最初の首長だった。彼はイランを侵略し、1694年に  Ardalan の首長国の軍隊を破った。オスマン朝のスルタンムスタファ二世は彼をキルクークの町を含むババン地域に任命した。スレイマニヤの町はババン首長Mahmud Pashaによって1781年に建設された。ババンの支配者達は、彼らの支配下で文化的文学的な行いを奨励した。19世紀の前半の間、クルド語の古典詩人Nali の詩を中心に教える学校がババンの保護下に建設された。
ババン首長はイランとオスマン朝との1723–1746年の間の戦争でオスマン軍を支援し、1750年から1847年までババンの歴史は他のクルド人首長国（例えばソラン首長国など）とは競合関係に置かれ、オスマン朝やカジャール朝により、集権化を阻まれていた 。首長国は19世紀中頃オスマン朝の近代化政策の間に滅ぼされた。ババンの叛乱は3年間続いたが、オスマン軍とクルド部族の連合軍に破られた。 Ahmed Pasha Baban,は、最後のババン家の支配者で1847年にKoya近郊で敗れ Shahrazurの領域はオスマン朝に併合された。最後のババン首長は南クルディスタンの独立のためトルコ人と戦った後、1850年にスライマニアに去った。

## 年表
- Khana Mohammad Pashaはイランの Sennaの町を取得し、1132年にArdalan首長国の都も手に入れ[6]、ペルシア人知事 Hasan Ali Khanを殺した[7]
- Suliman Babaは1678年にコンスタンティノープルへと旅し、オスマン朝から家系の継承権を承認された[8]
- ババン首長は1723–1746年の対イラン戦争でオスマン軍を支援した[9]
- Abdulrahman Pashaは1788年クルド首長諸国のmirimiranの首長となった[10]
- Abdurrahman Pashaは1810年6月に1万の軍勢とともにバグダードに侵攻し、イラクのマムルーク朝のスレイマン・パシャを追放した[11]

## ババン首長のリスト
1. Faqi Ahmad, 1649–1670
2. Sulaiman Baba, 1670–1703
3. Khana Mohammad Pasha, 1721–1731
4. Nawaub Khalid Pasha, 1732–1742
5. Nawaub Salim Pasha, 1742–1754
6. Nawaub Sulaiman Pasha, 1754–1765
7. Muhammad Pasha, 1765–1775
8. Abdolla Pasha, 1775–1777
9. Ahmad Pasha, 1777–1780
10. Mahmoud Pasha, 1780–1782
11. Ibrahim Pasha, 1782–1803
12. Abdurrahman Pasha, 1803–1813
13. Mahmoud Pasha, 1813–1834
14. Sulaiman Pasha, 1834–1838
15. Ahmad Pasha, 1838–1847
16. Abdollah Pasha, 1847–1850

## ババン首長の著名な子孫
- Babanzade Mustafa Zihni Pasha (1839–1911)
- Babanzade Ahmed Naim Bey, (1872–1934):イスタンブール大学学長及びイスラーム哲学者。彼はオスマン朝のスルタンメフメト六世によりオスマン朝の元老院（ Ayan Meclisi）に任命された。
- Babanzade Ismail Hakki Bey (1876–1913): オスマン朝の教育大臣、公共政策大臣、議会議員、外事局専門官
- Babanzade Hüseyin Şükrü Bey, (1890–1980):イスタンブール大学の経済学部長、Tercüman紙の主任編集員
- Babanzade Cihad Bey, (1911–1984): 新聞・ラジオ・旅行大臣、トルコ共和国文化大臣、トルコ共和国のイスタンブールとイズミルの大トルコ国民議会議員(1946–1950年),  Ulus紙主任編集員かつ新聞紙Tasvirのオーナー
- Babanzade Hamdi Bey: 統一と進歩委員会のメンバー
- Babanzade Hikmet Bey: Kürdistan Teâli Cemiyetiと統一と進歩委員会の設立メンバー
- Babanzade Selim Bey: Son Telgraf紙の主任編集員
- Babanzade Ismail Pasha (1839–1920)
- Babanzade Fuad Bey
- Babanzade Jamil Sidqi al-Zahawi(1863–1936): イラクの詩人・哲学者